# أسطوانية برازية
الأسطوانية البرازية أو الدودة الخيطية (الاسم العلمي: Strongyloides stercoralis) هي الاسم العلمي لديدان اسطوانية تصيب الإنسان وتسبب داء الأسطوانيات الشعرية.

## الأسباب
الأسباب تعود إلى تلك الدودة الدقيقة التي تسبب هذا الداء والتي تسمى الدودة الاسطوانية البرازية والتي تعيش في المناطق الحارة .
تنتقل العدوى عن طريق ملامسة الجلد للتربة الملوثة بالبراز المحتوي على يرقات الديدان وتخترق الديدان الجلد أو الاغشية المخاطية وترحل عبر تيار الدم إلى الرئتين ومن ثم إلى أعلى عبر المسالك التنفسية إلى الفم، حيث تُبتلع لتصل إلى الأمعاء الدقيقة.

## الأعراض
لا تسبب أي مشكلات صحية خطيرة، إلا أنها قد تسبب حكة وتهيجا بمنطقة الشرج والردفين. وتنمو الديدان وتتكاثر وهي متعلقة ببطانة الأمعاء، وتخرج يرقاتها إما إلى البراز وإما إلى تيار الدم، وتلك اليرقات التي تصل إلى الدم تنمو وتعيد دورة الحياة مرة أخرى.
في المرضى الذين يعانون ضعفاً في جهاز المناعة، يمكن ان تسبب الديدان التهاباً مهدداً للحياة وأمراضاً أخرى خطيرة.

## التشخيص والعلاج
يمكن ان يشخّص الطبيب حالة العدوى بالديدان عن طريق الفحص المجهري لعينة برازية ويتحقق العلاج بعقاقير طاردة للديدان تؤخذ بالفم.